# نهر تيكا

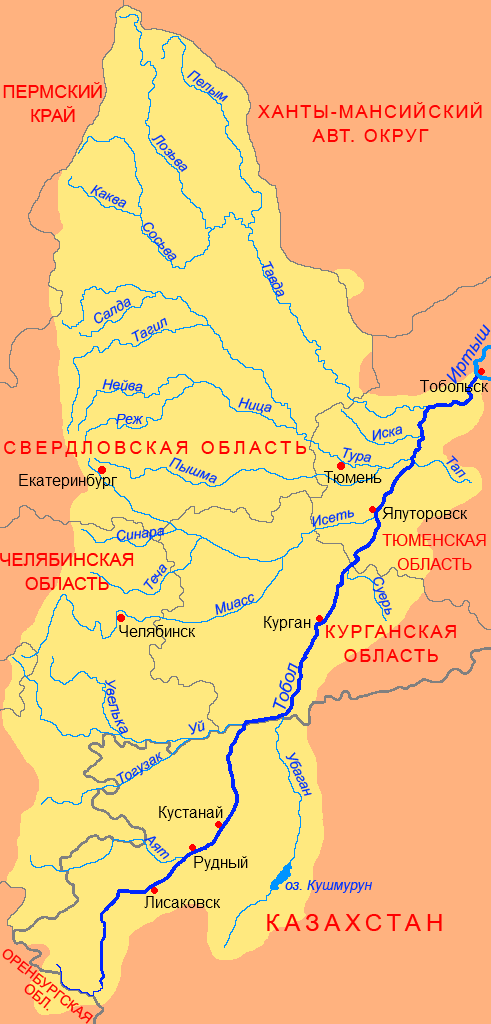
حوض توبول

نهر تيكا نهر يقع جنوب روسيا ويصنف هو و منطقة تشيليابينسك جنوب شرق روسيا على انها الاعلي تلوثا في العالم بعد كارثة تشيرنوبل حيث حدثت حادثة مصنع مياك لانتاج المواد المشعة في الجهة الشرقية من جنوب جبال أورال عام  29 سبتمبر 1957  كارثة كيشتيم . وهو يمتد لحوالي 240 كيلومتر (150 ميل)، وحوضه يُغطِّي 7500 كيلومتر مربع (2900 ميل مربع). وقد بدأ معالجة النهر نوويًّا بصورة سرية في مدينة أوزايورسك، التي تبعدر حوالي 80 كيلومترًا (50 ميلًا) عن شمال غرب تشيليابينسك وعن تدفقات الشمال الشرقي لدالماتوفو في نهر آست، والذي يُعد أحد روافد نهر توبول؛ حوض نهر تيكا من يترفق في الجنوب الشرقي مع نهر مِيَاس، وهو نهر آخر يجري في شمال شرق آست.